# Amerosympodula malaysiana
Amerosympodula malaysiana är en svampart som beskrevs av Matsush. 1996. Amerosympodula malaysiana ingår i släktet Amerosympodula, divisionen sporsäcksvampar och riket svampar.   Inga underarter finns listade i Catalogue of Life.